# Mamerta
Mamerta – imię żeńskie pochodzenia italskiego, żeński odpowiednik imienia Mamert, wywodzącego się od oskijskiego lub sabińskiego wariantu imienia boga Marsa – Mamers, który w przypadkach zależnych (np.  Mamertis) miał temat Mamert.
Patronem imienia Mamerta jest św. Mamert, biskup Vienne nad Rodanem, brat Mamerta Klaudiusza, poety i teologa.
Mamerta imieniny obchodzi 11 maja.